# Ginástica rítmica nos Jogos Mundiais de 2009
Os resultados da ginástica rítmica nos Jogos Mundiais de 2009 somaram doze medalhas nas quatro provas por aparelhos disputadas.

## Medalhistas
| Evento | Ouro                | Prata              | Bronze                 |
| Arco   | RUS Eugenia Kanaeva | RUS Olga Kapranova | BUL Silvia Miteva      |
| Corda  | RUS Eugenia Kanaeva | UKR Anna Bessonova | RUS Olga Kapranova     |
| Bola   | RUS Eugenia Kanaeva | UKR Anna Bessonova | BLR Melitina Staniouta |
| Fita   | RUS Eugenia Kanaeva | UKR Anna Bessonova | AZE Aliya Garayeva     |

## Resultados
| Pos.              | País         | Ginasta            | Pts    |
| ----------------- | ------------ | ------------------ | ------ |
| Medalha de ouro   | Rússia       | Evgenia Kanaeva    | 27,800 |
| Medalha de prata  | Rússia       | Olga Kapranova     | 27,600 |
| Medalha de bronze | Bulgária     | Silvia Miteva      | 27,025 |
| 4                 | Bielorrússia | Melitina Staniouta | 26,100 |
| 5                 | Ucrânia      | Alina Maksimenko   | 26,025 |
| 6                 | Bielorrússia | Liubov Charkashyna | 25,800 |
| 7                 | Áustria      | Caroline Weber     | 25,400 |
| 8                 | Ucrânia      | Anna Bessonova     | 25,150 |

| Pos.              | País         | Ginasta            | Pts    |
| ----------------- | ------------ | ------------------ | ------ |
| Medalha de ouro   | Rússia       | Evgenia Kanaeva    | 28,475 |
| Medalha de prata  | Ucrânia      | Anna Bessonova     | 27,425 |
| Medalha de bronze | Rússia       | Olga Kapranova     | 27,350 |
| 4                 | Bielorrússia | Melitina Staniouta | 26,975 |
| 5                 | Bulgária     | Silvia Miteva      | 26,275 |
| 6                 | Azerbaijão   | Anna Gurbanova     | 25,550 |
| 7                 | Ucrânia      | Alina Maksimenko   | 25,525 |
| 8                 | Áustria      | Caroline Weber     | 25,100 |

| Pos.              | País         | Ginasta            | Pts    |
| ----------------- | ------------ | ------------------ | ------ |
| Medalha de ouro   | Rússia       | Evgenia Kanaeva    | 28,500 |
| Medalha de prata  | Ucrânia      | Anna Bessonova     | 27,775 |
| Medalha de bronze | Bielorrússia | Melitina Staniouta | 27,550 |
| 4                 | Bulgária     | Silvia Miteva      | 26,400 |
| 5                 | Azerbaijão   | Anna Gurbanova     | 25,900 |
| 6                 | Bulgária     | Bilyana Prodanova  | 25,250 |
| 7                 | Áustria      | Caroline Weber     | 25,100 |
| 8                 | Ucrânia      | Alina Maksimenko   | 23,500 |

| Pos.              | País         | Ginasta            | Pts    |
| ----------------- | ------------ | ------------------ | ------ |
| Medalha de ouro   | Rússia       | Evgenia Kanaeva    | 26,625 |
| Medalha de prata  | Ucrânia      | Anna Bessonova     | 26,250 |
| Medalha de bronze | Azerbaijão   | Aliya Garayeva     | 25,250 |
| 4                 | Azerbaijão   | Anna Gurbanova     | 24,825 |
| 5                 | Bielorrússia | Melitina Staniouta | 24,600 |
| 6                 | Ucrânia      | Alina Maksimenko   | 24,375 |
| 7                 | Bielorrússia | Liubov Charkashyna | 24,050 |
| 8                 | Bulgária     | Silvia Miteva      | 24,025 |